# John Ford
John Ford, född Sean Aloysius O'Feeney den 1 februari 1894 i Cape Elizabeth, Maine, död 31 augusti 1973 i Palm Desert, Riverside County, Kalifornien, var en amerikansk filmregissör av irländskt ursprung. Han regisserade över 140 filmer under åren 1917–1966, men de flesta av hans tidiga stumfilmer har gått förlorade.

## Biografi
Ford är den regissör som har belönats med flest Oscarstatyetter, fyra stycken. Han fick sitt publika genombrott med filmen Angivaren (1935) och regisserade därefter ett antal engagerande samhällsskildringar, såsom Vredens druvor (1940) vars sociala realism stod reportaget nära.
Som Vilda Västern-regissör var Ford under en längre tid den ledande och hans episka skildringar från pionjärtiden, såsom Diligensen (1939) och Landet bortom prärien (1950), har senare blivit klassiska inom genren. I de flesta av Fords westernfilmer spelade John Wayne huvudrollen.
Ford har en stjärna på Hollywood Walk of Fame vid adressen 1640 Vine Street.

## Filmografi i urval
- 1924 – Järnhästen
- 1934 – Småstadsdomaren
- 1935 – Angivaren (Oscarsbelönad)
- 1939 – Diligensen
- 1939 – Folkets hjälte
- 1940 – Vredens druvor (Oscarsbelönad)
- 1941 – Jag minns min gröna dal (Oscarsbelönad)
- 1941 – Deras hela värld
- 1945 – De skulle offras
- 1946 – Laglöst land
- 1948 – Fort Apache
- 1948 – Flykt genom öknen
- 1949 – Larm över prärien
- 1950 – Landet bortom prärien

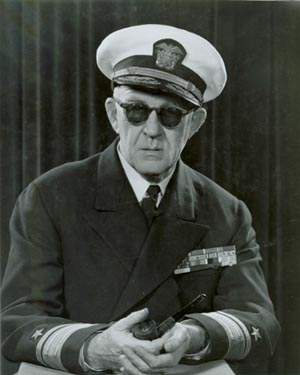
John Ford var rear admiral i amerikanska flottans reserv.

- 1950 – Gränsryttarna vid Rio Grande
- 1952 – Hans vilda fru (Oscarsbelönad)
- 1953 – Mogambo
- 1955 – Nattpermission
- 1956 – Förföljaren
- 1958 – Det sista hurraropet
- 1959 – De tappras väg
- 1962 – Två red tillsammans
- 1962 – Mannen som sköt Liberty Valance
- 1962 – Så vanns vilda västern
- 1964 – Indianerna

## Priser och utmärkelser
- Oscar för bästa regi, för Angivaren,  5 mars 1936[2]
- Oscar för bästa regi, för Vredens druvor,  27 februari 1941[3]
- Oscar för bästa regi, för Jag minns min gröna dal,  26 februari 1942[4]
- Oscar för bästa regi, för Hans vilda fru,  19 mars 1953[5]
- Heders-Guldlejonet,  1971
- Owen Wister Award,  1972
- AFI Life Achievement Award,  1973[6]
- Presidentens frihetsmedalj,  1973[7][8]
- Navy Occupation Service Medal[9]
- World War II Victory Medal[10]
- Asiatic-Pacific Campaign Medal[9][10]
- Naval Reserve Medal[10]
- National Defense Service Medal[9]
- United Nations Korea Medal[9]
- Korean Service Medal[9]
- European-African-Middle Eastern Campaign Medal[9][10]
- American Campaign Medal[10]
- Navy & Marine Corps Commendation Medal[9]
- China Service Medal[9]
- National Board of Review Award för bästa film
- Directors Guild of America Award
- Purpurhjärtat[9][7][10]
- American Defense Service Medal[9]
- Stjärna på Hollywood Walk of Fame
- Leopoldorden[9]
- Air Medal[7]
- Combat Action Ribbon[9]
- Legionär av Legion of Merit[9][7][10]

[Redigera Wikidata]